# الوصاية السورية على لبنان

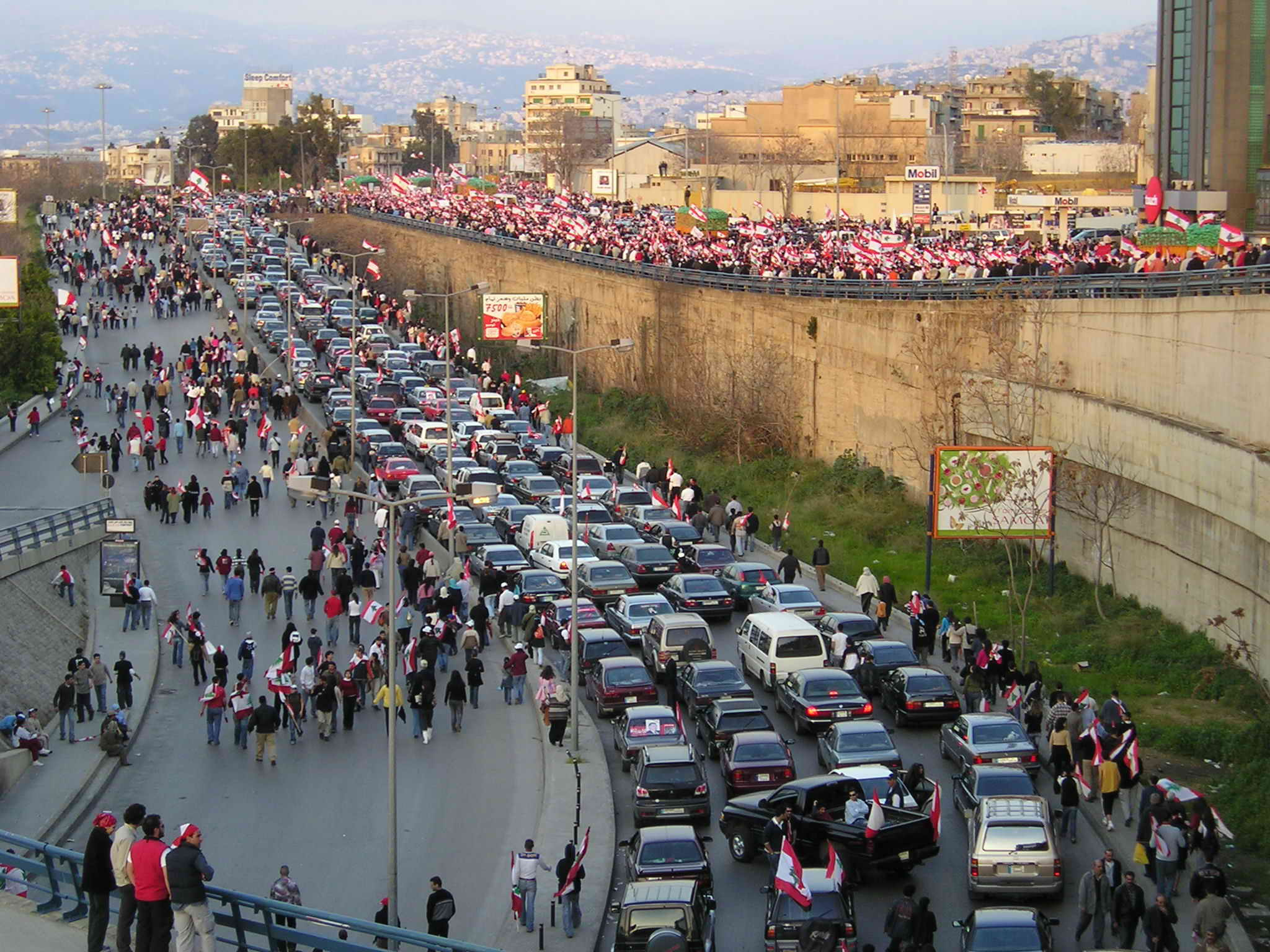
المحتجون المعارضون للوجود السوري يتجهون إلى ساحة الشهداء سيرًا على الأقدام وفي المركبات

تشير الوصاية السورية على لبنان، أو الوجود السوري في لبنان، إلى تواجد القوات السورية في لبنان منذ دخولها عام 1976، عقب اندلاع الحرب الأهلية اللبنانية. كان الهدف من هذا التدخل طرد الجيش الإسرائيلي من لبنان واحتواء الوجود الفلسطيني فيه. انتهى التواجد العسكري والأمني السوري في لبنان في عام 2005 بعد اغتيال رئيس الوزراء اللبناني رفيق الحريري، بررت الحكومة السورية وجودها في لبنان بأنه جاء لإنهاء الحرب الأهلية التي استمرت 14 عامًا، بالرغم من هيمنتها على معظم القرارات السياسية في لبنان.
في يناير 1976، رحب الموارنة باقتراح سوري لإعادة تقييد الوجود الفلسطيني في لبنان، وهو ما كان قائمًا قبل اندلاع الحرب الأهلية. لكن القوات الفلسطينية وحلفاءهم من اليساريين والدروز رفضوا ذلك. وفي يونيو من نفس العام، أرسل النظام السوري وحدات فلسطينية خاضعة لسيطرته إلى لبنان، تبعها إرسال قوات سورية خاصة. أدعت سوريا أن هذه التدخلات جاءت استجابة لنداءات من القرويين المسيحيين الذين تعرضوا لهجمات من اليساريين في لبنان.
بحلول أكتوبر 1976، تمكنت سوريا من إلحاق ضرر كبير بالقوات اليسارية وحلفائها الفلسطينيين، لكن في اجتماع للجامعة العربية، اضطرت سوريا إلى قبول وقف إطلاق النار. قررت الجامعة العربية توسيع قوة حفظ السلام العربية الصغيرة في لبنان، والتي تطورت لتصبح قوة ردع كبيرة تتكون تقريبًا من القوات السورية. وبهذا تم إضفاء الشرعية على التدخل العسكري السوري وحظي بدعم من الجامعة العربية.
في 1989، في إطار الاتفاقات النهائية للحرب الأهلية، نشأت إدارتان متنافستان في لبنان: واحدة عسكرية تحت قيادة ميشال عون في شرق بيروت، وأخرى مدنية بقيادة سليم الحص في غرب بيروت، والتي حصلت على دعم سوري. عارض عون الوجود السوري في لبنان، مستندًا إلى قرار مجلس الأمن الدولي رقم 520 لعام 1982. وفي "حرب التحرير" التي نشبت في مارس 1989، هزمت قوات عون، مما أدى إلى نفيه خارج لبنان. وفي عام 1991، تم توقيع معاهدة "الأخوة والتعاون والتنسيق" بين لبنان وسوريا، والتي شرعت الوجود العسكري السوري في لبنان، حيث نصت على أن لبنان لن يشكل تهديدًا لأمن سوريا، وأن سوريا مسؤولة عن حماية لبنان من التهديدات الخارجية. في سبتمبر من نفس العام، تم توقيع ميثاق دفاع وأمن بين البلدين.
بعد اغتيال رفيق الحريري في 2005 والتورط المزعوم لسوريا في الجريمة، اندلعت في لبنان انتفاضة عُرفت بثورة الأرز. وبموجب قرار مجلس الأمن الدولي رقم 1559، اضطرت سوريا إلى الإعلان عن انسحابها الكامل من لبنان في 30 أبريل 2005.

## خلفية
دخل الجيش السوري إلى لبنان في كانون الثاني 1976، بينما كانت نار الحرب الأهلية مستعرة لمدة عام فقط (أي عام 1975)، تحت غطاء الجامعة العربية ليضع حدًّا للحرب الأهلية والنزاع العسكري القائم وليعيد الأمور إلى ما كانت عليه قبل الحرب. بينما رفضت دخوله الحركة الوطنية اللبنانية وما تمثلها من الأحزاب اليسارية وإلى جانبها الفصائل الفلسطينية، رحبت في البدء أحزاب اليمين اللبناني أي الأحزاب المسيحيية والمسلمون المحافظون بالأمر.
وبعد معارك في صوفر وصيدا، بسطت سوريا سلطتها على كل لبنان حتى 1977، عندما انتفض عليها الموارنة ، الذين كانوا رحبوا بدخولها في بادئ الأمر، وأخرجوها من الأشرفية والمتن وسائر المناطق التي عرفت فيما بعد باسم المنطقة الشرقية.
عام 1988، فشل مجلس النواب اللبناني في انتخاب رئيس جمهورية خلفا للرئيس أمين الجميّل، فقام الأخير بتعببن قائد الجيش العماد ميشال عون رئيسا للوزراء، مخالفا بذلك الميثاق الوطني الذي أعطى رئاسة الحكومة للمسلمين السنة. رفض الوزراء المسلمون التعامل مع حكومة عون، فأصبح للبنان حكومتان، واحدة عسكرية برئاسة عون في بيروت الشرقية والثانية مدنية برئاسة سليم الحص في بيروت الغربية والمدعومة من السوريين. عارض عون الوجود السوري في لبنان مستندا لقرار مجلس الأمن 520. وشن حربا على الجيش السوري سمّاها حرب التحرير.
بدأت هذه الحرب في 14 آذار 1989 وشهدت قصفا مدفعيا استمر أشهرا وإدى إلى اصابات كبيرة في صفوف المدنيين من الناحيتين. في بادئ الحرب، حصل عون على دعم دولي[بحاجة لمصدر] سمح له أن يصمد ويفاوض ويحصل على بند في اتفاق الطائف ينص على انسحاب سوريا من لبنان في غضون سنتين من تطبيق هذا الاتفاق. غير أن الأمور انقلبت رأسا على عقب عندما احتاجت الولايات المتحدة دعم سوريا في حربها لتحرير الكويت، فحصلت سوريا مقابل هذا الدعم على الضوء الأخضر لحسم الأمور في لبنان. فاجتاحت القوات السورية بعبدا في 13 تشرين الأول 1990، بينما لجأ عون إلى السفارة الفرنسية ونفى نفسه إلى فرنسا.
أصبح لسوريا نفوذ كبير بعد أن أتمت سيطرتها، ففرضت على لبنان سنة 1991 معاهدة «الاخوة والتعاون والتنسيق» لتضفي شرعية على وجودها العسكري في لبنان. ونصت المعاهدة على ان لا يكون لبنان مصدر قلق لسوريا وأعطى سوريا مسؤولية حماية لبنان من التهديدات الخارجية. في أيلول من هذه السنة، وقع لبنان وسوريا اتفاقية الدفاع والامن بين البلدين. بعد انسحاب إسرائيل من جنوب لبنان وموت حافظ الأسد سنة 2000 م، واجه الوجود العسكري السوري انتقادات ومعارضة شديدتين من اللبنانيين، حيث لم يعد الاعتراض حكرا على المسيحيين، بعد أن قامت شخصيات ديمقراطية ويسارية بتأسيس المنبر الديمقراطي وطالبت بتصحيح العلاقات اللبنانية - السورية. انتهى الوجود العسكري السوري في لبنان يوم 26 نيسان 2005 م، إثر اغتيال رئيس الوزراء السابق رفيق الحريري يوم 14 شباط/فبراير 2005 م.

## قمع الحريات والاغتيالات والاعتقالات
شهدت أيام وجود الجيش السوري قمعاً للحريات واعتقالاً للصحفيين المعارضين وتعذيبهم بسبب قيامهم باثارة النعرات الطائفية وتشويه سمعة الجيش العربي السوري وتعكير الأمن والمس بسمعة الجيش السوري والاتصال بالعدو الإسرائيلي. وكان مهندس هذه المرحلة اللواء جميل السيد، مدير عام الأمن العام اللبناني الذي كان يتابع ملفات الصحفيين ويطاردهم محاولاً ترهيبهم. وكان سمير قصير أبرز هؤلاء الصحفيين المطاردين. وتقول مصادر أن الرئيس السوري بشار الأسد أمر رئيس مكتب الأمن القومي السوري بحزب البعث آنذاك بوضع خطة لاغتيال رفيق الحريري رئيس وزراء لبنان الأسبق.

## الوحدات المشاركة
بين 1976 و2005، سوريا كان عندها في المعدل بين 20,000 و40،000 جندي في لبنان. وكانت التشكيلات الكبرى المنتشرة في اللواء المدرع السابع والأربعون، اللواء المدرع الثاني والستون، أغلب الفرقة الآلية العاشرة (لواءين مدرعين - السادس والسبعون والحادي والتسعون، لواء مشاة آلي 1، لواء مدفعية 1)، زائد 5 أفواج قوات خاصة انتشرت في المواقع الاستراتيجية والتكتيكية، وعلى الأقل لواء دفاع جوي 1. قبل 1984، لواء من سرايا الدفاع نشر أيضا في بيروت وصيدا وطرابلس لمحاربة الميليشيات السنية وتدريب ميليشيات سورية الولاء. ضباط المخابرات العسكرية، إدارة الأمن العام والمخابرات الجوية كلفوا بمهمة الإدارة السورية في لبنان. غازي كنعان ورستم غزالة كانا ضابطا المخابرات الذين تحكموا بلبنان طوال هذه الفترة.

## التبادل الدبلوماسي
في أكتوبر 2008، قررت كل من سوريا ولبنان أن يكون بينهما علاقات دبلوماسية بتبادل السفارات لأول مرة في التاريخ منذ أن نال كلا البلدين استقلالهما الوطني خلال الأربعينات، وبعد شهرين من القرار فتحت السفارة السورية في بيروت، وفي مارس 2009 لبنان تبعها وفتح سفارته في دمشق.

## الحالة السياسية
في دراسة لمعرفة مطابقة الوجود السوري للقانون الدولي، كتب جيرارد فون جلان ان «جددت الحكومة اللبنانية لقوات الردع العربية منذ 1976 حتى 1982، حيث انتهت آخر ولاية شرعية في 27 تموز 1982، إبان الحصار الإسرائيلي لبيروت حيث رفضت الحكومة اللبنانية تجديد الولاية. أما عام 1986، فطلب لبنان رسميا انهاء وجود سوريا في لبنان، غير أن نقص شرعية هذه السلطة سمح لسوريا أن تتجاهل الطلب. إذن فوجود الجيش السوري في لبنان غير شرعي منذ ذلك الحين.»